# Häselteiche
Häselteiche ist ein mit Verordnung des Regierungspräsidiums Tübingen vom 1. Juli 1982 ausgewiesenes Naturschutzgebiet mit der Nummer 4.098 bei Bickelsberg, einem Ortsteil von Rosenfeld im Zollernalbkreis.

## Lage
Das Naturschutzgebiet befindet sich im Naturraum Südwestliches Albvorland und liegt etwa 500 Meter nördlich von Bickelsberg an einem Knollenmergelhang, der nach Norden zum Hausterbach hin abfällt. Es ist Teil des FFH-Gebiets Nr. 7619-311 Gebiete zwischen Bisingen, Haigerloch und Rosenfeld.
Das Gebiet liegt im Bereich einer tektonischen Störungslinie, die zur Folge hat, dass der Oberhang aus der Trossingen-Formation und der Löwenstein-Formation des Mittleren Keupers aufgebaut sind, der Unterhang und der Talgrund des Hausterbachs jedoch aus der Arietenkalk-Formation des Unterjuras besteht, was zunächst wie eine Umkehrung der zu erwartenden Stratigrafie erscheint.

## Schutzzweck
Laut Verordnung ist der wesentliche Schutzzweck die Erhaltung seines naturnahen Zustandes. Das landschaftlich schöne Grünland umfasst Flachmoorwiesen, Naßwiesen, Halbtrockenrasen, Laubgehölze und auch mäßig intensiv genutzte Fettwiesen, in denen unter anderem vier Orchideenarten zu finden sind. Im Gebiet kommen viele gefährdete Brutvogelarten vor.

## Flora und Fauna
Stellvertretend für die botanischen Raritäten des Gebietes müssen Busch-Nelke, Mücken-Händelwurz, Trollblume und Wiesen-Leinblatt genannt werden. An Brutvögeln wurden beobachtet: Braunkehlchen, Neuntöter, Raubwürger und Wendehals.